# جزیره پروکوفیوا
جزیره پروکوفیوا (انگلیسی: Prokofyeva Island) یک جزیره در سرزمین خاباروفسک کشور روسیه است.